# Ministère des Affaires étrangères (Portugal)
 (août 2021).
Si vous disposez d'ouvrages ou d'articles de référence ou si vous connaissez des sites web de qualité traitant du thème abordé ici, merci de compléter l'article en donnant les références utiles à sa vérifiabilité et en les liant à la section « Notes et références ».
Le Ministère des Affaires étrangères (portugais : Ministério dos Negócios Estrangeiros, MNE), est le département gouvernemental portugais responsable de la formulation, de la coordination et de l'exécution de la politique étrangère. Le ministère a son siège au Palácio das Necessidades, à Lisbonne. 
Son chef actuel est le ministre des Affaires étrangères, Paulo Rangel. Il y a quatre secrétaires d'État qui font partie du ministère : les Affaires européennes ; les Communautés portugaises ; l'Internationalisation; et les Affaires étrangères et coopération.

## Histoire
Bien que le Portugal ait une longue histoire d'activité diplomatique, remontant au « Condado Portucalense » (Comté du Portugal), le premier Secrétariat d'État dédié aux Affaires d'état a été créé par un décret émis par D. João IV, après la Guerre de Restauration, le 29 novembre 1643. Ce Secrétariat d'état était chargée de toutes les affaires relatives aux négociations (traités, mariages et alliances), à la communication avec les souverains étrangers en matière de paix et de guerre, et à l'envoi d'agents diplomatiques à l'étranger.
Sous le règne de Jean V, l'administration publique a été réorganisée, par un décret royal du 28 juillet 1736, qui a abouti à la création de trois secrétariats d'état - les affaires intérieures du royaume, la marine et les domaines d'outre-mer, et les affaires étrangères. Les affaires étrangères et de la Guerre – en remplacement des secrétariats d'état créés en 1643, à savoir le secrétariat d'état, le secrétariat de la miséricorde et de l'expédient et le Secrétariat de la signature. Ainsi, l'existence d'un Secrétariat d'état dédié aux Affaires étrangères date de 1736, même si ce n'est qu'en 1738 que le premier secrétaire d'État a pris ses fonctions.
Les affaires étrangères et la guerre furent conservées dans le même Secrétariat, à l'exception d'une scission éphémère du 6 janvier au 28 juillet 1801, jusqu'en 1820, date à laquelle une ordonnance de la Junte provisoire du gouvernement, publiée le 27 septembre de la même année, détermina sa séparation en deux branches distinctes de l'administration publique. Cette séparation est confirmée par la Charte juridique du 12 juin 1822, qui restructure les secrétariats d'État et institue le secrétariat d'état aux affaires étrangères.
Au fil du temps, le secrétariat d'état aux affaires étrangères s'est vu attribuer, à travers les différents diplômes qui ont réglé son fonctionnement, les compétences qui appartiennent à ce jour au ministère des affaires étrangères. Depuis le milieu du XIXe siècle, l'appellation « Ministère » a commencé à être utilisée préférentiellement à la place de « Secrétariat d'État » pour désigner les services gouvernementaux, conduisant ainsi à l'établissement de l'appellation « Ministère des Affaires étrangères », utilisée à ce jour.

## Missions
Le ministère des affaires étrangères formule, coordonne et exécute la politique étrangère portugaise. Le ministère a la responsabilité d'assurer la représentation de l'État portugais dans les autres pays et les organisations internationales, à travers son réseau externe d'ambassades, de missions permanentes et de postes consulaires. Par conséquent, le ministère est responsable de l'action du Portugal à l'étranger.
Le ministère des affaires étrangères est notamment chargé de la protection des citoyens portugais à l’étranger, de la conduite de négociations internationales et de procédures d’engagement international (accords et traités) de l’État portugais, la conduite et la coordination de la participation portugaise au processus de construction européenne et la promotion de relations de coopération et d’amitié avec les différents partenaires internationaux. Le ministère s’articule également avec d’autres ministères dans la définition du cadre politique de participation des forces armées et des forces de sécurité portugaises à des missions à caractère international.
Toutes les questions concernant l'action extérieure du ministère dans le domaine de la coopération au développement ou de la promotion de la langue et de la culture portugaises relèvent de l'Institut Camões qui agit sous la supervision et la tutelle du ministre de la Affaires étrangères.
Outre son réseau externe, le ministère dispose de services centraux opérant à partir du Palácio das Necessidades à Lisbonne, dont la fonction est de définir la politique extérieure du Portugal dans les domaines bilatéral et multilatéral, dans les affaires européennes et dans les questions consulaires (y compris les bureaux à Lisbonne et à Porto établis pour assister et reconnaître légalement des documents aux citoyens portugais vivant à l'étranger). Les services centraux du ministère sont également chargés de la gestion des ressources humaines et du domaine de l'Etat.

## Organisation
Le ministère des Affaires étrangères a compétence sur les services intégrés suivants dans l'administration directe de l'État, les organismes intégrés sous administration indirecte de l'État, les organes consultatifs et autres structures :

### Services centraux
- Le Secrétariat général
  - La direction des services chiffrement et Informatique
  - Le fonds des relations internationales, PI
  - La commission nationale de l'UNESCO
  - Le protocole d'état
  - La direction générale de l'administration
  - Le département des affaires juridiques
  - L'institut diplomatique;
- La direction générale de la politique étrangère:
  - Le Comité interministériel de politique étrangère
- L'inspection générale diplomatique et consulaire
- Le secrétariat d'état aux Affaires étrangères et à la Coopération
  - La commission nationale des droits de l'homme
- Institut Camões – Instituto da Cooperação e da Língua, IP ;
  - Le comité interministériel de coopération
    - Le Conseil consultatif pour la langue et la culture portugaises
- Le forum de coopération au développement
- Le secrétariat d'État aux affaires européennes:
  - Le comité interministériel des Affaires européennes
  - La direction générale des affaires européennes
    - La commission interministérielle des frontières et des bassins fluviaux luso-espagnols (en coordination avec les ministères de l'environnement et de la mer) ;
    - Le comité luso-espagnol pour la coopération transfrontalière ;
- Le secrétariat d'état aux Communautés portugaises
  - La direction générale des affaires consulaires et des communautés portugaises ;
    - Le conseil des communautés portugaises
- Le secrétariat d'état à l'internationalisation
  - L'agence pour le commerce et l'investissement du Portugal, EPE

### Services périphériques externes
- Les ambassades
- Les missions et représentations permanentes et missions temporaires
- Les postes consulaires

## Siège
Le ministère des Affaires étrangères a actuellement son siège au Palais des Nécessidades . Le palais abrite le ministère depuis mai 1952, date à laquelle il a été transféré de son emplacement précédent, au Terreiro do Paço, où il se trouvait depuis 1926.
Le Palais est composé d'un ensemble architectural qui comprend une église, un couvent et un palais royal, construits entre 1743 et 1752. Ce palais est un exemple de l'architecture baroque joanine, avec une influence italienne visible qui caractérise la production architecturale sous patronage royal, pendant la période joanine. Le Palais a un plan complexe, qui est la conséquence naturelle de l'articulation des corps distincts qui forment le palais, et s'étend autour de deux patios carrés.
Le Palais situé à Largo do Rilvas, dans la paroisse d'Estrela (Prazeres), à Lisbonne, a une longue et riche histoire, ayant été, à différents moments de son histoire, une petite chapelle, un couvent, un palais utilisé pour accueillir les dignitaires étrangers, la résidence royale et une caserne de la garde nationale républicaine, avant d'être finalement occupée par le ministère des affaires étrangères qui reste dans le palais à ce jour.
Le rôle du palais en tant que résidence royale, principalement au cours du XIXe siècle et au début du XXe siècle, signifie que le palais a été témoin de plusieurs événements historiques clés de la monarchie constitutionnelle portugaise, depuis la réunion des Cortes constitutives en 1820, qui a conduit à de l'approbation de la première constitution portugaise, aux événements du 5 octobre 1910, lorsque la monarchie est renversée, et que le palais est brièvement bombardé par des troupes soutenant la cause républicaine. Tout au long de cette période, plusieurs œuvres d'art ont été rassemblées par la famille royale portugaise dans le palais, dont plusieurs ont été emmenées par le roi Manuel II à son exil, tandis qu'un nombre important des collections restantes ont été transférées aux musées du Palácio da Ajuda et le Palácio da Pena.
En effet, l'importance historique du palais contribue à conférer à ce monument un caractère unique d'une valeur indéniable au Portugal, faisant du Palais une référence unique, parfaitement adaptée aux fonctions de représentation extérieure, inhérentes au ministère des Affaires étrangères. En effet, la pertinence du Palais pour la politique étrangère portugaise est attestée par le fait que le ministère des Affaires étrangères est souvent appelé simplement "Necessidades", un terme qui est également parfois utilisé pour désigner la politique étrangère portugaise, en général.

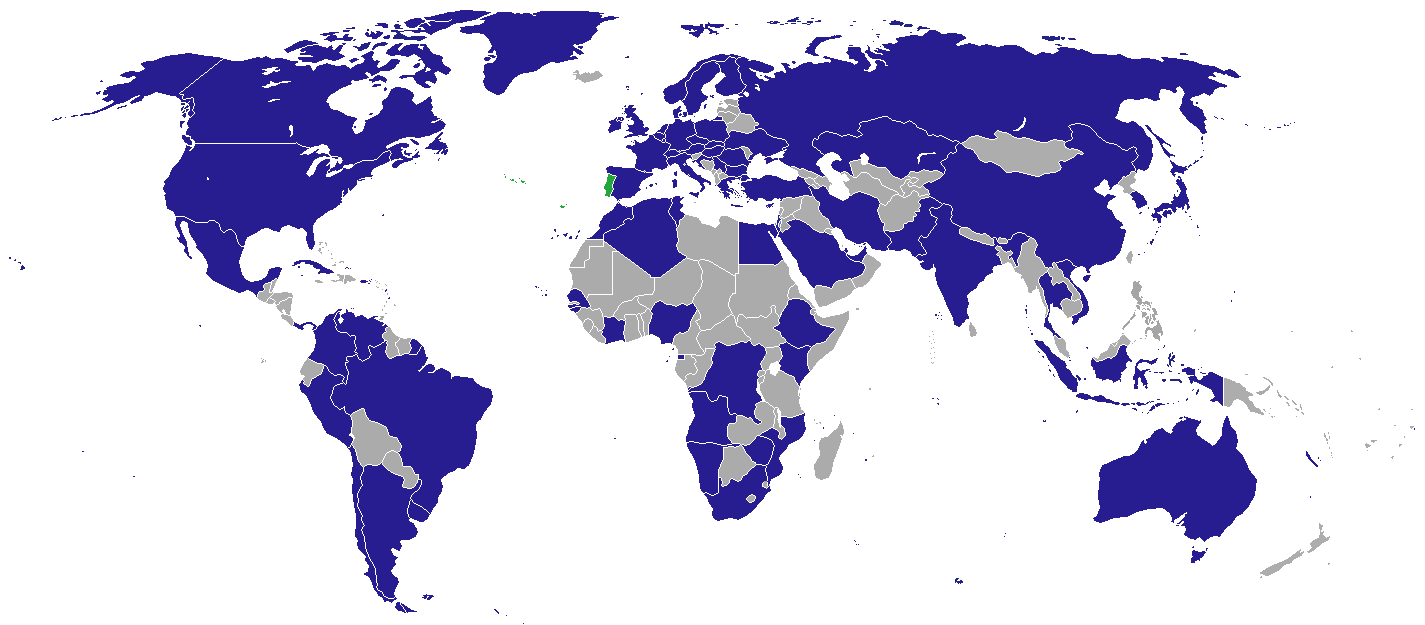
Représentations diplomatiques du Portugal

## Missions diplomatiques
Le réseau diplomatique du Portugal se compose de 133 missions diplomatiques, qui sont réparties entre 76 ambassades, 48 consulats et 9 représentations permanentes ou missions permanentes. Cela n'inclut pas les sections consulaires qui opèrent au sein des ambassades. De toutes les ambassades, 29 sont situées en Europe, 18 en Afrique, 16 en Asie, 12 en Amérique et 1 en Océanie. Le Portugal compte également 216 consulats honoraires, dont 82 en Amérique (26 au Brésil seulement), 68 en Europe, 40 en Asie, 31 en Afrique et 5 en Océanie.

## Budget
Le budget du Ministère des affaires étrangères est passé de 363,2 millions de € en 2017 à 564,1 millions de € en 2021.

## Liste des ministres des Affaires étrangères
L’histoire du poste de ministre des Affaires étrangères remonte au 15 mars 1830, avec l’établissement de la régence libérale dans l’île Terceira, dans le contexte des guerres libérales. À cette même date, Luis Mouzinho de Albuquerque fut nommé ministre et secrétaire d’État aux Affaires étrangères.
À l’heure actuelle, le poste est occupé par João Gomes Cravinho, ministre des Affaires étrangères.
| Ministre                    | Portrait | Début            | Fin              |  |
| --------------------------- | -------- | ---------------- | ---------------- |  |
| João Gualberto de Oliveira  |          | 18 juin 1849     | 1851             |  |
| Armindo Monteiro            |          | 1935             | 1936             |  |
| António de Oliveira Salazar |          | 1936             | 1947             |  |
| José Caeiro da Mata         |          | 1947             | 1950             |  |
| Paulo Cunha                 |          | 1950             | 1956             |  |
| Marcelo Caetano             |          | 1956             | 1957             |  |
| Paulo Cunha                 |          | 1957             | 1957             |  |
| Marcelo Caetano             |          | 1957             | 1957             |  |
| Marcelo Caetano             |          | 1957             | 1957             |  |
| Paulo Cunha                 |          | 1957             | 1958             |  |
| Marcello Mathias            |          | 1958             | 1961             |  |
| Alberto Franco Nogueira     |          | 1961             | 1969             |  |
| Marcelo Caetano             |          | 1969             | 1970             |  |
| Rui Patrício                |          | 1970             | 1974             |  |
| Mário Soares                |          | 17 mai 1974      | 26 mars 1975     |  |
| Ernesto Melo Antunes        |          | 1975             | 1975             |  |
| Mário Ruivo                 |          | 1975             | 1975             |  |
| Ernesto Melo Antunes        |          | 1975             | 1976             |  |
| José Medeiros Ferreira      |          | 1976             | 1977             |  |
| Mário Soares                |          | 1977             | 1978             |  |
| Victor de Sá Machado        |          | 1978             | 1978             |  |
| Carlos Correia Gago         |          | 1978             | 1978             |  |
| José Medeiros Ferreira      |          | 1978             | 1978             |  |
| João Carlos Lopes Cardoso   |          | 1978             | 1980             |  |
| Diogo Freitas do Amaral     |          | 1980             | 1981             |  |
| André Gonçalves Pereira     |          | 1981             | 1982             |  |
| Vasco Futscher Pereira      |          | 1982             | 1983             |  |
| Jaime Gama                  |          | 9 juin 1983      | 6 novembre 1985  |  |
| Pedro Pires de Miranda      |          | 6 novembre 1985  | 17 août 1987     |  |
| João de Deus Pinheiro,      |          | 18 août 1987     | 12 novembre 1992 |  |
| José Manuel Durão Barroso   |          | 12 novembre 1992 | 30 octobre 1995  |  |
| Jaime Gama                  |          | 28 octobre 1995  | 6 avril 2002     |  |
| António Martins da Cruz,    |          | 6 avril 2002     | 9 octobre 2003   |  |
| Teresa Patrício de Gouveia  |          | 9 octobre 2003   | 17 juillet 2004  |  |
| António Monteiro            |          | 17 juillet 2004  | 12 mars 2005     |  |
| Diogo Freitas do Amaral     |          | 14 mars 2005     | 3 juillet 2006   |  |
| Luís Amado                  |          | 3 juillet 2006   | 21 juin 2011     |  |
| Paulo Portas,               |          | 21 juin 2011     | 24 juillet 2013  |  |
| Rui Machete                 |          | 24 juillet 2013  | 26 novembre 2015 |  |
| Augusto Santos Silva        |          | 26 novembre 2015 | 28 mars 2022     |  |
| João Gomes Cravinho         |          | 30 mars 2022     | 2 avril 2024     |  |
| Paulo Rangel                |          | 2 avril 2024     |                  |  |